# Hypomicrogaster moscus
Hypomicrogaster moscus är en stekelart som beskrevs av Nixon 1965. Hypomicrogaster moscus ingår i släktet Hypomicrogaster och familjen bracksteklar. Inga underarter finns listade i Catalogue of Life.